# علم الأيونات
علم الأيونات ( Ioliomics)، هو حقل علمي يهتم بدراسة الأيونات في السوائل، وتحديد الاختلافات الأساسية للتفاعلات الأيونية. ويغطي مجال بحث واسع يتعلق ببنية وخصائص وتطبيقات الأيونات المشاركة في مختلف الأنظمة البيولوجية والكيميائية.إضافة إلى ذلك، يرتبط مفهوم هذا التخصص البحثي بمجالات بحثية شاملة أخرى، مثل علم الجينوم، و علم البروتينات، وعلم الجلوكوز، وعلم البترول، وما إلى ذلك، حيث يتم استخدام اللاحقة -omics لوصف شمولية البيانات.

## الطبيعة الأساسية
التعرف على طبيعة التفاعلات الكيميائية ووصفها تعتبر من أهم المشاكل الأساسية في الكيمياء. إن مفاهيم الرابطة التساهمية و الأيونية التي ظهرت في بداية القرن العشرين تحدد الاختلافات العميقة بين هياكلها الإلكترونية. وتؤدي هذه الاختلافات، بدورها، إلى سلوك مختلف بشكل كبير للمركبات التساهمية والأيونية في كل من طور المحلول والطور الصلب. ففي الطور الصلب، تكون المركبات الأيونية، مثل الأملاح، عرضة لتكوين شبكات بلورية ؛ وفي المذيبات القطبية، تتفكك إلى أيونات محاطة بأغلفة مذابة، مما يجعل المحلول موصلًا أيونيًا بدرجة عالية. على النقيض من الروابط التساهمية، تظهر التفاعلات الأيونية سلوكًا مرنًا وديناميكيًا، مما يسمح بضبط المركبات الأيونية للحصول على الخصائص المرغوبة.

## الأهمية
تتفاعل المركبات الأيونية بقوة مع وسط المذيب؛ ونتيجة لذلك، فإن تأثيرها على العمليات الكيميائية والكيميائية الحيوية التي تنطوي على الأيونات يمكن أن يكون كبيرا. بل حتى في حالة أبسط الأيونات و المذيبات، فإن وجود الأولى يمكن أن يؤدي إلى إعادة ترتيب وإعادة هيكلة الثانية. علاوة على ذلك، فأن التفاعلات الأيونية تشارك أيضا في العديد من الظواهر على مستوى المجرات بأكملها أو الخلايا الحية الفردية. على سبيل المثال لا الحصر، في الخلايا الحية، ترتبط الأيونات المعدنية بالأنزيمات المعدنية و البروتينات الأخرى وبالتالي تعديل نشاطها؛ تشارك الأيونات في التحكم في عمل الخلايا العصبية أثناء دورات النوم واليقظة ؛ ويؤدي النشاط الشاذ للقنوات الأيونية إلى تطور اضطرابات مختلفة، مثل مرض باركنسون ومرض الزهايمر،  وما إلى ذلك. وبالتالي، وعلى الرغم من المشاكل المرتبطة بالدراسات حول خصائص وأنشطة الأيونات في مختلف الأنظمة الكيميائية والبيولوجية، فإن مجال البحث هذا من بين المجالات الأكثر إلحاحًا.

## وسائط سائلة غنية بالأيونات
من الأمور ذات الأهمية الخاصة الوسائط السائلة مثل؛ السوائل الأيونية، و الأملاح المنصهرة، و الشوارد السائلة، وما إلى ذلك، والتي تمثل "أيونات سائلة" ذات خصائص قابلة للضبط وممتازة لتطبيقات مختلفة. حيث تشتهر هذه الأنظمة بقدرتها على حل ظاهرة التنظيم الذاتي للمذيبات وغالبًا ما يتم استخدامها في الكيمياء والكيمياء الحيوية والأبحاث الدوائية. علاوة على ذلك، فإن إحدى أهم ميزات هذه الوسائط السائلة التي تكون عادة غنية بالأيونات هي قدرتها الهائلة على الضبط الدقيق. وبالتالي، يمكن للمرء أن يصمم سائلًا أيونيًا بأي مجموعة من الخصائص الفيزيائية أو الكيميائية الحيوية تقريبًا. إضافة إلى ذلك، يعد البحث في مجال "الأيونات السائلة" مجالًا علميًا سريع التطور، وقد تم تجميع العديد من البيانات حول خصائصها وأنشطتها حتى الآن. حاليًا، يجد المفهوم تطبيقات في التحفيز، و الكيمياء الكهربائية، والتحليلات، وإنتاج الوقود، ومعالجة الكتلة الحيوية، و التكنولوجياو الكيمياء الحيوية، و الصيدلة.